# Webster Groves
Webster Groves é uma cidade localizada no estado americano do Missouri, no Condado de St. Louis.

## Demografia
Segundo o censo americano de 2010, a sua população era de 22995 habitantes.
Em 2006, fora estimada uma população de 22.686, um decréscimo de 544 (-2.3%) face a 2000.

## Geografia
De acordo com o United States Census Bureau tem uma área de 15,3 km², dos quais 15,3 km² cobertos por terra e 0,0 km² cobertos por água. Webster Groves localiza-se a aproximadamente 146 m acima do nível do mar.

## Localidades na vizinhança
O diagrama seguinte representa as localidades num raio de 4 km ao redor de Webster Groves.